# علامة برودبنت المعكوسة
علامة برودبنت المعكوسة هي علامةٌ سريرية يظهر فيها النبض على الجدار الجانبي الخلفي للجانب الأيسر من الصدر في وقت انقباض القلب. اعتُقد سابقًا أنَّ هذا الأمر يرتبطُ مع أم الدم في الأذين الأيسر، ولكن حاليًا وجد أنهُ أكثر ارتباطًا مع تضخم البطين الأيسر. سُميت هذه العلامة نسبةً إلى السير ويليام برودبنت [الإنجليزية].